# Archelochus
Archelochus (Grieks: Ἀρχέλοχος) is in de Griekse mythologie een Trojaanse vorst en zoon van Antenor en Theano. Samen met zijn broer Acamas en Aeneas (de zoon van Afrodite bij Anchises) deelde hij het bevel over de Dardaniërs die een groot deel uitmaakten van het Trojaanse leger. In de Trojaanse oorlog wordt hij gedood door Ajax, zoon van Telamon (Ajax de Grote).